# Emeraude (Cyclecar)
Emeraude war ein französischer Hersteller von Automobilen.

## Unternehmensgeschichte
Das Unternehmen begann 1913 mit der Produktion von Automobilen. Der Markenname lautete Emeraude. 1914 endete die Produktion.

## Fahrzeuge
Das einzige Modell war ein Cyclecar. Der Entwurf stammte von Constructions Industrielles Dijonaises, die ein ähnliches Modell als CID anboten. Für den Antrieb sorgte ein Einzylindermotor von Buchet mit 8 PS Leistung. Besonderheit waren die beiden Scheinwerfer innerhalb der Kühlereinrahmung.